# باري كوغان
باري كوغان (بالإنجليزية: Barry Cogan)‏ هو لاعب كرة قدم أيرلندي، ولد في 4 نوفمبر 1984 في سلايغو في جمهورية أيرلندا. شارك مع منتخب جمهورية أيرلندا تحت 21 سنة لكرة القدم. أما مع النوادي، فقد لعب مع نادي بارنت ونادي غيلينغهام ونادي كرولي تاون ونادي ميلوول.

## وصلات خارجية
- باري كوغان على موقع قاعدة بيانات كرة القدم.إي يو (الإنجليزية)
- باري كوغان على موقع Soccerbase.com (لاعب) (الإنجليزية)